# Кулюшево
Кулюшево — село в Каракулинском районе Удмуртии. Административный центр Кулюшевского сельского поселения.

## География
Село расположено на юго-востоке республики на расстоянии примерно в 9 километрах по прямой к северо-западу от районного центра Каракулино.
Часовой пояс
Село Кулюшево как и вся Удмуртия, находится в часовой зоне МСК+1. Смещение применяемого времени относительно UTC составляет +4:00.

## Население
| 2010 | 2012 |
| ---- | ---- |
| 324  | ↗333 |

Национальный состав
Согласно результатам переписи 2002 года, русские составляли 88 % из 398 чел..